# M60-T Sabra
El carro de combate principal M60-T Sabra es una variante modernizada del M60A3, desarrollada por  la planta de armamento pesado Slavin de la IMI en su conjunto de plantas de Ramat Hasharon, en Israel. Los resultados de sus serias y profundas mejoras, dentro de los programas proyectivos de fabricación de armamento, el programa Sabra no es simplemente un paquete de mejoras, se puede incluso considerar como un nuevo carro de combate, ya que son muy pocos los elementos que se retienen del M60 Patton en su estructura mecánica, y el cual se encuentra especialmente diseñado para cumplir los requerimientos operativos particulares de las FDI.

## Historia
Presentado inicialmente como una mejora extremadamente profunda de los M60 Patton adquiridos para las Tzahal, dichos carros retienen del Patton aspectos de los mecanismos de su estructura como únicamente su chasis, sus trenes de rodadura, su cañón y el afuste básico de la torreta, ya que se habían estudiado sus pros y sus contras, ante el posible adosaje de elementos creados recientemente y que aumentasen su supervivencia, como medidas extremas pensadas sobre la base de su poca fiabilidad si llegaban a enfrentarse a un carro soviético (contra el T-62 y el T-72, sus posibles adversarios); que le habían mostrado a los estrategas israelíes ser potenciales amenazas, y sobre la base de la tradicional desventaja poblacional de Israel, dándose énfasis a la sobrevivencia de sus carristas.
Es así como se decide "reciclar" a todos los M60 Patton a dicho estándar, y así dotar a las FDI de un blindado temporal, mientras se llegaba el Merkava.

## Variantes

### Sabra Mk. 1
La versión Mark 1 del Sabra es nada más que un Magach 7C mejorado. En éste se incorporan un nuevo cañón de 120 mm desarrollado por la IMI, un nuevo sistema de blindaje de placas reactivas explosivas por sección, y el sistema de control de tiro Knight proveniente de Elbit Systems. Las orugas pueden ser a su vez mejoradas deviniendo éstas también del Magach, las que incrementan su capacidad a campo traviesa. En la torreta, el sistema de giro y elevación del cañón y otros sistemas de estabilización y control de las armas que eran de tipo dual (eléctrico e hidráulico), vinieron siendo reemplazados en algunos casos con los sistemas de control eléctricos de giro del Magach 7C.

### Sabra Mk. 2
A diferencia de la torreta de baja altura para el comandante del Mk.1, el Mk. 2 retuvo para sí la gran cúpula del comandante del M60 Patton (del tipo M19), con una ametralladora M85 de calibre 12.7 mm, que también proviene del M60, y que solo es vista en los M60 en servicio con Turquía. Esta variante incorpora un nuevo sistema de Visión Térmica Independiente (CITV). El Mk. 2 a su vez usa una motorización más poderosa, de la MTU Friedrichshafen, la cual es construida bajo licencia en Turquía (MTU Turk A.S.), y una caja de marchas Renk de cuatro velocidades en avance y dos reversas. El Mk.2 está a su vez equipado con un tipo de blindaje reactivo explosivo. Esta versión es hecha en el 2.º Batallón de Mantenimiento contándose para su realización con cooperación y asistencia israelí. Todos los sistemas, exceptuando el paquete de blindaje reactivo; son fabricados bajo la licencia de un acuerdo de transferencia tecnológica entre Turquía e Israel. El Sabra puede cargar en sus depósitos hasta 500 litros de combustible diésel.

### Sabra Mk. 3
El Sabra Mk. 3 incorpora mejoras en sus sistemas, como en el de planchas de blindaje adosado, sistemas de alerta RWR/IR, y las orugas del  Merkava Mk.IV.

## Usuarios
- Turquía - 170 unidades del M60A1 y M60A3 han sido actualizadas localmente al estándar MK.3.

### Desarrollos relacionados
- Namera
- Sholef

### Vehículos similares
- Leopard 2A7+
- / Leopardo 2E
- Tipo 98G
- M1 Abrams A2
- P'ookpong Ho (M-2002)
- K2 Black Panther
- C1 Ariete
- Arjun
- Zulfiqar 3
- Tipo 90
  Tipo 10
- /  Al-Khalid
/  Al-Zarrar
- PT-91Z
- Challenger 2 LIP
- T-80UM2
  T-90AM
- M-84AS (M-2001)
- T-84 Oplot-M
- // T-80UM2
- MİTÜP Altay

### Listas relacionadas
- Anexo:Tanques de combate principal por generación